# Italeri
La Italeri è un'azienda italiana produttrice di modellini in plastica di aeroplani, mezzi militari, elicotteri, navi, camion, automobili e action figures.

## Storia
L'azienda nacque nel 1962 dalla passione di Giuliano Malservisi, Gian Pietro Parmeggiani e Giorgio Radicchi (quest'ultimo fuoriuscito per insanabili dissidi con gli altri soci e divenuto, in seguito, fondatore della Supermodel) che, fin da piccoli, amavano aerei e veicoli militari. Erano molto esigenti e non trovavano soddisfazione nelle scatole di montaggio dell'epoca. Forti di questa passione decisero di farne il loro lavoro giornaliero. Misero tutti i loro averi nella costruzione dell'azienda. Il primo nome fu Italstamp e il primo nome commerciale fu Aliplast. Il primo modello in scala 1:72 fu il caccia italiano Fiat G.55. Molto presto il marchio commerciale divenne Italaerei e, dieci anni più tardi, contratto in "Italeri", più facile da pronunciare non solo nella lingua italiana. Il logo, due strisce rosse e verdi con un aereo stilizzato, identificano il forte legame con il mondo aeronautico. L'azienda locata a Calderara di Reno è specializzata nella riproduzione di soggetti italiani. Ha acquisito in passato la Supermodel e la Protar con relativi stampi. Oggi la azienda produce anche, tra la svariata offerta di modelli in scala, una linea di carri armati in collaborazione con il videogioco World of Tanks, tra i quali sono famosi i carri M4 Sherman e Panzer VI Tiger I.

## Oggi

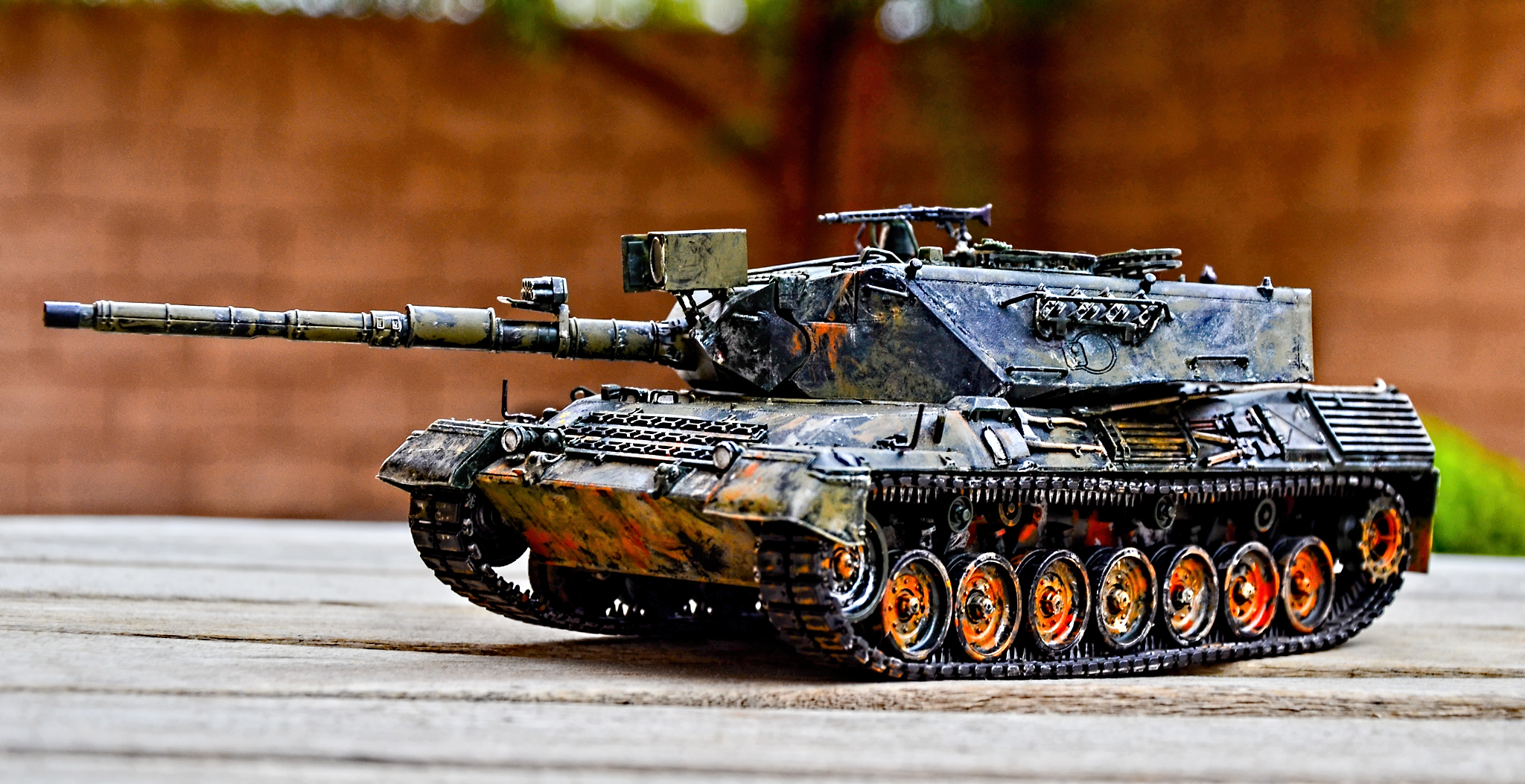
Un Leopard 1 A4 Italeri in scala 1/35.

Italeri ha vasta gamma di prodotti, alcuni unici. Ha commercializzato I principali aeroplani della Regia Aeronautica usati durante la seconda guerra mondiale; dal piccolo caccia biplano Fiat CR.42 al bombardiere trimotore Savoia-Marchetti SM.82. Italeri ha prodotto anche in scala 1:72, il famoso Savoia-Marchetti SM.79 conosciuto come "gobbo maledetto”. Italeri produce anche veicoli militari come il L6/40, il raro P26/40. Molto apprezzata la scala 1:35 dei torpedo americani PT-596, il grande Schnellboot S-100 della Kriegsmarine e il MAS della Regia Marina. Gli anfibi d'assalto in scala 1:35 tipo Barchino e "Maiale" e il tedesco Biber. Produce anche in scala 1:24 camion, rimorchi.
In Giappone i kit Italeri sono distribuiti e venduti da Tamiya. Alcuni modelli vengono ristampati e venduti con marchio Tamiya, a volte aggiungendo dettagli e/o accessori rispetto all'originale. Altri kit hanno sulla scatola i loghi di entrambe le aziende. 
Ha festeggiato il 50º anniversario con la pubblicazione di un libro antologico e la commercializzazione della scatola di montaggio del primo Fiat G.55. 
È importante il fatto che l'azienda, a partire dalla prima metà degli Anni 2000, ha intrapreso la riedizione-commercializzazione di veicoli militari e figurini già proposti dalla ESCI a partire dagli anni 70 fino alla scomparsa della Casa avvenuta alla metà degli anni 90. Negli anni più recenti ha introdotto una nuova linea di aerei in scala 1:32 caratterizzata da un elevato livello di dettaglio. Tra questi possiamo ricordare la produzione dedicata al celebre F-104 Starfighter, al caccia francese Mirage III e al caccia di ultima generazione F-35 Lightining II.
Ha anche iniziato la produzione di modelli e figurini in scala 1:72 ad assemblaggio facilitato e in scala 1:56 (28 mm) del periodo seconda guerra mondiale (WWII) entrambe le tipologie sono prettamente ad uso wargame ma sono comunque caratterizzate da un buon livello di dettaglio.
Cambia anche la produzione automobilistica nella scala 1:12 con la Fiat Mefistofele, la Fiat 806 Grand Prix, l'Alfa Romeo 179 e, presentata nel 2017, la Nuova Fiat 500.